# William L. Goggin

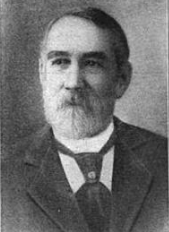
William L. Goggin

William Leftwich Goggin (* 31. Mai 1807 bei Bunker Hill, Bedford County, Virginia; † 3. Januar 1870 bei Liberty, Virginia) war ein US-amerikanischer Politiker. Zwischen 1839 und 1849 vertrat er mehrfach den Bundesstaat Virginia im US-Repräsentantenhaus.

## Werdegang
William Goggin besuchte die öffentlichen Schulen seiner Heimat. Nach einem anschließenden Jurastudium an der Tucker’s Law School in Winchester und seiner 1828 erfolgten Zulassung als Rechtsanwalt begann er in Liberty in diesem Beruf zu arbeiten. Außerdem betätigte er sich in der Landwirtschaft. Später schlug er als Mitglied der Whig Party auch eine politische Laufbahn ein. Von 1836 bis 1837 saß er im Abgeordnetenhaus von Virginia. Bei den Kongresswahlen des Jahres 1838 wurde Goggin in das US-Repräsentantenhaus in Washington, D.C. gewählt, wo er am 4. März 1839 sein neues Mandat antrat. Nach einer Wiederwahl konnte er bis zum 3. März 1843 zunächst zwei Legislaturperioden im Kongress absolvieren. Im Jahr 1842 wurde er nicht bestätigt.
Nach dem Rücktritt des Abgeordneten Thomas Walker Gilmer wurde Goggin bei der fälligen Nachwahl für den sechsten Sitz von Virginia als dessen Nachfolger in den Kongress gewählt, wo er am 25. April 1844 sein Mandat antrat. Bis zum 3. März 1845 beendete er die laufende Legislaturperiode. Bei den regulären Wahlen des Jahres 1844 verzichtete er auf eine weitere Kandidatur. Bei den Wahlen des Jahres 1846 wurde er im fünften Wahlbezirk von Virginia als Nachfolger von Shelton Leake nochmals in den Kongress gewählt, wo er zwischen dem 4. März 1847 und dem 3. März 1849 eine letzte Amtszeit verbrachte. Diese war von den Ereignissen des Mexikanisch-Amerikanischen Krieges geprägt. In dieser Zeit war Goggin Vorsitzender des Postausschusses. Im Jahr 1848 kandidierte er nicht mehr.
1859 bewarb sich William Goggin erfolglos um das Amt des Gouverneurs von Virginia. Im Jahr 1861 war er Delegierter auf der Versammlung, auf der sein Staat den Austritt aus der Union beschloss. Während des folgenden Bürgerkrieges war Goggin Hauptmann der Heimattruppen, die zum Heer der Konföderation gehörten. Nach dem Krieg praktizierte er wieder als Anwalt. Er starb am 3. Januar 1870 auf seinem Anwesen im Bedford County.